# Науковий соціалізм
Науковий соціалізм (англ. Scientific Socialism — фр. socialisme, від лат. socialis — громадський) — ідеї побудови безкласового суспільства у марксизмі. Вони є соціальними прогнозами, що спираються на філософські та суспільно-економічних погляди європейських соціалістів кінця XIX століття. Саму назву «науковий соціалізм» сформулював друг і соратник Маркса Фрідріх Енгельс. Головним «методом» наукового соціалізму соціалісти вважають діалектико-матеріалістичний погляд на історію людства.
У Радянському Союзі інтерпретація Сталіним та його послідовниками цієї теорії отримала назву «науковий комунізм».

## Основоположники наукового соціалізму

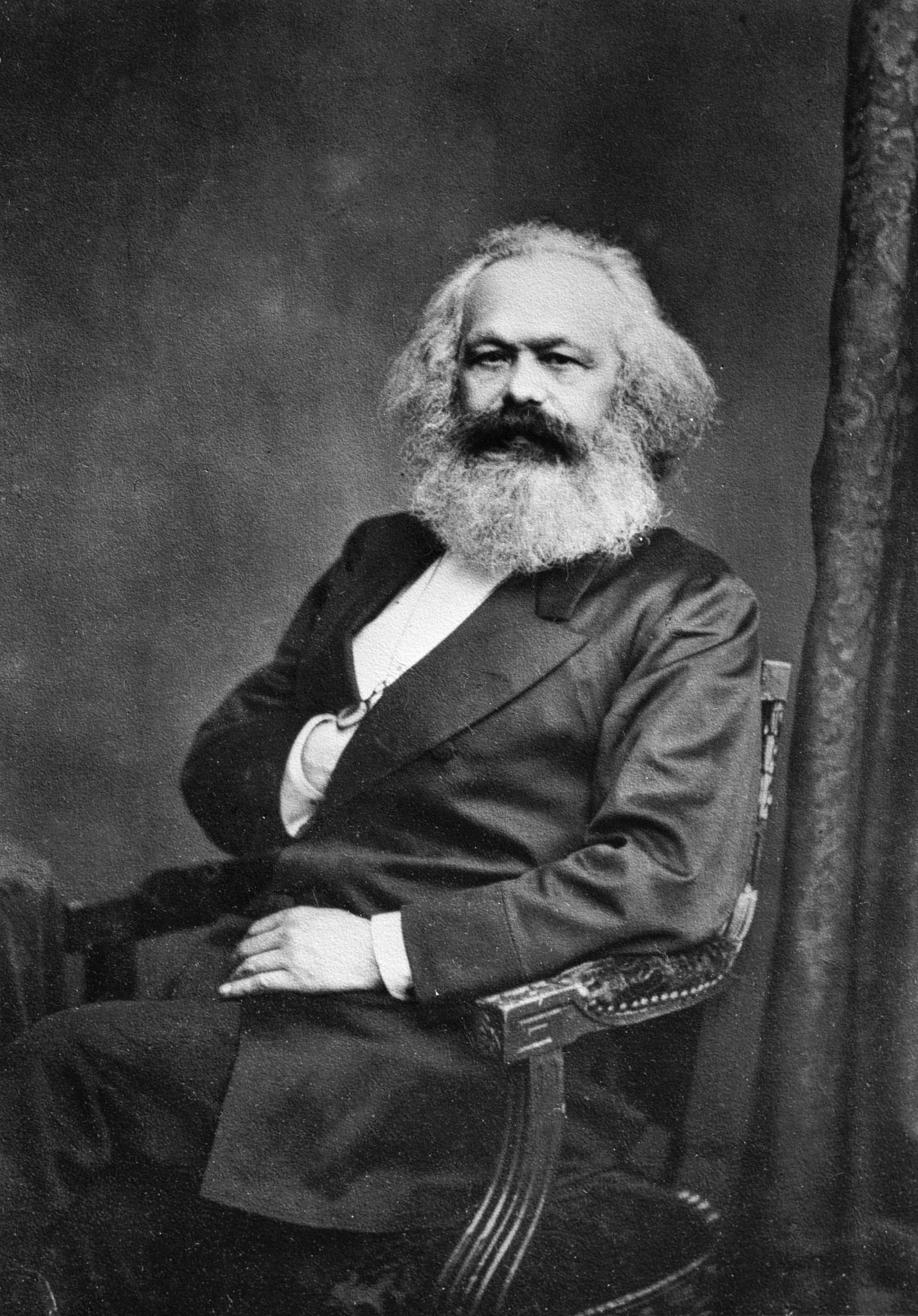
Карл Маркс

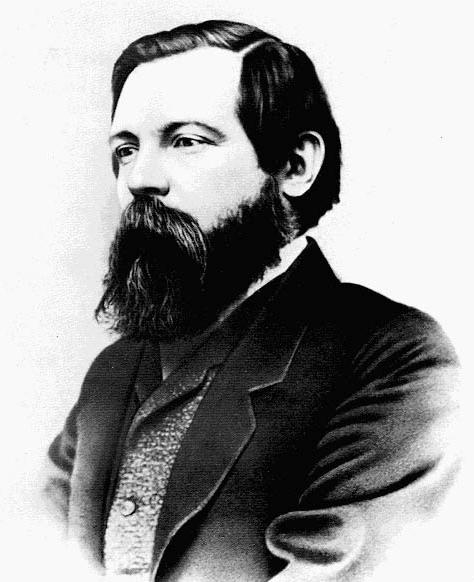
Фрідріх Енгельс

Основоположниками наукового соціалізму є Карл Маркс і Фрідріх Енгельс. На їх власну думку, погляди на новий устрій суспільства, які висловлювались до них, мали ненауковий характер. Ці ненаукові погляди відбивали протиріччя суспільного устрою, але не розкривали сутності, зумовленої природними, матеріалістичними законами розвитку.
Таким чином теорія соціалізму розпадається на дві великі частини, що містять наукові та ненаукові — помилкові, вульгарні погляди на предмет. Критерієм науковості слугує практика історичного процесу, але оскільки це займає доволі багато часу (десятки століть), то теорія соціалізму подана різноманітними, подекуди прямо протилежними поглядами. Не змогли уникнути помилок (з історичної точки зору) й основоположники наукового соціалізму, хоча Маркс уже до літа 1843 року переходить остаточно на позиції матеріалізму. Це стало результатом критичного перегляду геґелівської філософії права.
Тому основою наукового соціалізму є дослідження в галузі політичної економії капіталізму, як джерела для розуміння матеріальних законів розвитку людського суспільства. Енгельс наприкінці 1843 року пише «Нариси до критики політичної економії», де з критикою буржуазного устрою визначається коло питань, які у подальшому стануть основою наукових досліджень не тільки Енгельса, але й Маркса. Теорія соціалізму й певні висновки, що базуються на науковому погляді на предмет все ж мають суперечливий характер. Ці суперечності зумовлені, передусім, самим розвитком виробничих сил капіталізму, а також прагненням основоположників наукового соціалізму побачити результати геніальної здогадки вже за свого життя. Муки народження капіталізму вони тлумачили, як занепад буржуазного суспільства.

## Філософське обґрунтування соціалізму
Філософія наукового соціалізму — матеріалістична діалектика розвитку. З точки зору наукового соціалізму розуміння спільності матеріалістичних законів розвитку дозволяє описати історичний рух людства, як послідовність форм, що змінюють одна одну й точно відповідають, щоразу більш розвиненій, зміненій сутності. У соціально-економічному устрої суспільства цей рух проявляється у різних способах виробництва і привласнення матеріальних благ, що відповідають розвиненій сутності — рівню виробничих сил. Так ранньому періоду історії людей, коли виробничі сили були в зачатковому стані, відповідав первісний комунізм. Громадське привласнення й розподіл матеріальних благ було продуктом первісних виробничих сил. Рівень розвитку виробничих сил визначав способи привласнення й розподілу матеріальних ресурсів громади.
Подальші кількісні накопичення у розвитку виробничих сил — нові навички, знання та досвід у здобутті матеріальних благ, здійснили переворот у способі виробництва. Рабовласництво у різних формах почало поширюватись у суспільствах та цивілізаціях як спосіб виробництва.
Наступний крок розвитку виробничих сил зумовив такий більш ефективний спосіб виробництва, як поступове у кілька етапів звільнення людей, що обробляють землю. Феодальні відносини були новим способом виробництва, що заперечував рабовласництво. Постійний розвиток і вдосконалення феодального способу виробництва, накопичені знання про природу й навколишній світ зумовили подальше звільнення виробничих сил та здійснили якісний стрибок у промислове виробництво — в капіталізм.
Діалектика розглядає протилежності, як основу руху. Тому виникнення того чи іншого способу виробництва незмінно породжує його протилежність. Усунення протиріччя між цими протилежностями відбувається за рахунок переходу першої протилежності в іншу. Діалектичне розуміння цього процесу передбачає, що протилежності єдині у своїй сутності, що вони необхідна умова будь-якої зміни, як відображення поступового накопичення в іншій протилежності потенціалу розвитку.
Найбільш повно діалектику змальовано у працях німецького філософа Георга Вільгельма Гегеля, а її матеріалістичне прочитання належить Карлу Марксу та Фрідріху Енгельсу. Звідси соціалізм, на думку Маркса й Енгельса, є результатом розвитку матеріальних сил людського суспільства, виражених у виробничих силах, у їх більш високому рівні, у порівнянні з капіталістичними виробничими силами. Більш розвинуті виробничі сили, засновані на продуктивнішому методі виробництва, забезпечують нові суспільні та економічні відносини людей. Привласнення й розподіл точно відповідає новій організації суспільного виробництва. Розподіл і справедливість слідують за організацією виробництва та його рівнем. Питання соціалізму не в тому, як розподіляти, а в тому, як виробляти.
Діалектичний метод дозволяє теорії соціалізму робити впевнений прогноз відносно майбутнього людства — воно неодмінно перейде на новий продуктивніший рівень та неодмінно змінить капіталістичну форму на нову форму організації життя. Мислителі минулого називали це суспільство соціалізмом.

## Економічне обґрунтування соціалізму
Політична економія наукового соціалізму — діалектика розвитку капіталу. Саме з капіталу мають викристалізовуватись нові форми організації виробництва. Саме іманентний розвиток капіталу змінить і сам капіталістичний спосіб виробництва. Фундаментальна праця Маркса «Капітал» присвячена доказу цього положення.
Руйнування в капіталізмі усіляких обмежень та заборон з одного боку та концентрація виробництва й фінансів з іншого — готують суспільний розвиток до нового способу виробництва.
Науковий соціалізм вказує, що розвиток приватного капіталу, закони його руху призводять до соціалізації приватних засобів виробництва, соціалізації процесу виробництва та, зрештою, соціалізації виробничих сил усього людства. Капіталістичний спосіб виробництва забезпечує концентрацію всіх приватних капіталів та включення будь-яких приватних за формою засобів до процесу соціалізації. Звідси, як наслідок, капіталізм прагне зруйнувати усілякі перепони для руху капіталу в економіці та соціальному житті: станові, класові, національні. В цьому його історичне завдання.
Соціалізація засобів виробництва є основою соціалістичного способу виробництва. Але не можна плутати монополію приватного капіталу чи держави й соціалізацію. Форми переходу до соціалізму визрівають у капіталістичному способі виробництва, при цьому реальна соціалізація розуміється як можливість кожної людини використовувати ці засоби виробництва для свого блага, а для приватного капіталу, його використання в структурі соціалізованих засобів виробництва, є більш ефективним та оптимальним способом організації виробництва.
Вільний доступ до цих засобів виробництва виражений через реальні процеси соціалізації суспільно значимої інформації та її потоків. Чим вищий рівень соціалізації інформації в суспільстві, тим суспільство більш вільне, тим більші можливості для кожного члена суспільства використовувати соціалізовані засоби виробництва для свого блага.
Громадські організації та громадське самоврядування також є перехідними формами до нової організації виробництва як заперечення держави — системи громадського управління, притаманної класовим громадам. Соціалізм характеризується можливістю реалізації приватного капіталу (ресурсу) з найбільшою для себе вигодою тільки у структурі соціалізованих засобів виробництва.
Звідси науковий соціалізм визначає, що прагнення кожної людини повинні мати можливість реалізації з максимальною ефективністю для індивіда через соціалізовані засоби виробництва. Такий стан справ виникає за умови, коли фізична праця людей буде витіснена з промислового виробництва або ця праця буде складати малу його частину. Розумова праця людей має домінувати в процесі промислового виробництва, а також у сфері обміну.

### Економічне обґрунтування. Становлення
Капіталізм починає свій рух задовго до того моменту, коли він почне домінувати у світі. За теорією він зароджується у феодалізмі, він бере свої сили з мінливих феодальних відносин, крок за кроком торуючи собі шлях крізь заборони феодального способу виробництва, станових чи інших спадкових обмежень. Перші документальні згадки про цей стан феодального суспільства можна віднайти у IX столітті.
Поступово процес розвитку капіталістичних відносин набирає сили у нових формах устрою соціального життя.
Але це ще не капіталізм. Це тільки початок тривалого шляху до буржуазної свободи.
Класики марксизму вказують на XIII століття, як на зорю капіталістичної доби, як на нові відносини що вийшли з тіні феодалізму, на буржуазію, яка зазіхнула на більше в історії, ніж тільки бути слугою старої аристократії. Вона хоче бути новою аристократією.
Але пройшло ще три століття розвитку феодалізму й становлення капіталізму, перш ніж Перша революція в Голландії проголосила у другій половині XVI століття (1572–1576) домінанту буржуазії у суспільних відносинах. Кожне суспільство підходило до своїх соціальних революцій у різні часи, тому необхідно було немало часу, поки капіталістичні відносини охопили Західну Європу. У XVII столітті революція в Англії. Кінець XVIII — початок XIX століття — Велика французька революція. Наполеонівські війни та об'єднання Німеччини були єдиним процесом переходу до панування буржуазного класу.
Часи, коли буржуазний клас перетворився на панівний і диктує людському суспільству свої ідеї розвитку, моду й порядки, складає лише два століття. Ці два століття знадобились йому, щоб пройти етап пролетаризації від мануфактури до фабрики й далі до індустріального виробництва. Тільки тепер капіталізм приступив до своєї основної історичної задачі — об'єднання людства, руйнування національних кордонів та створення єдиного, без жодних обмежень, глобального обміну матеріальними та інтелектуальними благами. Тільки тепер капіталізм зробив черговий крок до зміни способу виробництва, інтерпретований в теорії Елвіна Тоффлера як інформаційне суспільство, що відображує зсуви у способі виробництва.
Доступність інформації, способи її обробки й обміну стають визначними в рівні розвитку суспільства, а також у способі виробництва. Проте людське суспільство завжди було інформаційним.
Саме інформація, точніше здатність людей оперувати інформацією, визначає не тільки наші економічні можливості, але й об'єднує всіх людей у єдину систему — людство. Те, що було рушієм нашого розвитку упродовж всієї історії, те, що було прихованою енергією на шляху до цивілізації, свободи й гуманізму, в соціалізмі стає визначальним та виступає як новий спосіб виробництва. Звідси можна припустити, які соціальні сили будуть домінувати в соціалізмі.
За логікою наукового соціалізму стає зрозумілим, що тільки тепер у XXI столітті завершився період становлення капіталізму. Всі етапи розвитку цієї соціально-економічної формації: зародження, первинне накопичення капіталу, індустріальні революції, імперіалізм, постіндустріальні та інформаційні суспільства, для правильного розуміння необхідно об'єднати, як етап становлення. Подальший розвиток капіталізму має підготувати умови переходу до нових відносин.

### Економічне обґрунтування. Перехід
Марксизм висуває положення, що соціалізм є єдине людство без релігійних, етнічних, національних, класових, станових і політичних розмежувань. Таким його робить капіталізм. Капіталізм постійно руйнує перешкоди славної старої доби задля свободи торгівлі.
На певному етапі соціалізації капіталізм вже не може розвивати виробничі сили, не інакше як формуючи структуру нових відносин. Нестримна гонка за прибутком змушує його здійснювати дії несумісні з капіталістичною організацією виробництва. Він змушений надавати у користування всім зацікавленим людям свої засоби виробництва. Якщо для залучення приватного капіталу й приватних ресурсів до своєї справи, він винайшов акціонерні товариства та кредит, опосередковано втрачаючи контроль за матеріальними засобами виробництва, то для експлуатації інформаційних засобів виробництва слід передати ці засоби виробництва якомога більшій кількості людей, щоб ці люди на паритетних засадах отримували з цих засобів виробництва прибуток на свою користь.
Капіталізм ставить перед собою завдання створити людське суспільства без національних кордонів. Він формулює цю шляхетну задачу не з альтруїстичних чи соціалістичних ідей, але навпаки сьогодні це йому життєво необхідно для єдиного вільного ринку ідей, праці й капіталу.
Найбільша фінансово-виробнича група, що оперує трильйонами доларів, створила для своєї експансії на всій земній кулі організацію, яка просуває інтернаціональні ідеї об'єднання людства. Це діалектичне питання характерне тим, що приватний інтерес змушений ставати на бік громадського інтересу соціалізації національних виробничих сил у загальносвітові виробничі сили. Що неодмінно є кроком вперед, кроком до соціалізму.
Через нерівномірність розвитку деякі суспільства й народи знаходяться на самому початку розвитку національної держави. Держави й суспільства Африки знаходяться на цьому етапі розвитку. Інші навпаки пішли настільки вперед, що об'єднують свої ринки, делегуючи частину свого національного суверенітету центральній владі, яка знову створюється. Такий процес спостерігається у Європі. Є об'єднані ринки, проте національні уряди не створюють єдиних органів управління. Таким є Північноамериканський ринок і Митний союз трьох колишніх республік СРСР. Капітал є інтернаціональним, тому щойно капітал у своєму розмірі сягає певної величини, він прагне на світовий ринок, і з цього моменту стає палким прихильником руйнування національних кордонів.

### Економічне обґрунтування. Марксизм
Найповніше економічне обґрунтування неминучості зміни капіталістичного способу виробництва на соціалістичний подано у праці К. Маркса «Капітал». Подвійний характер праці й відкриття доданої вартості є основоположними моментами у розумінні розвитку капіталу, що призводить до суспільної власності на засоби виробництва.
Розвиток капіталізму призводить до того, що вся економічна діяльність під магічними чарами капіталу перетворюється на суспільну діяльність. Це вступає у протиріччя з приватною власністю на засоби виробництва і з приватним привласненням громадської праці.
Капітал, будучи виразом приватної власності створює умови громадської праці та громадської виробничої сили. З розвитком індустріального виробництва суспільний характер виробництва охоплює весь світ. Інформаційний етап розвитку капіталу створює умови переходу на соціалістичний спосіб виробництва.
Соціалізована праця та соціалізовані виробничі сили в межах капіталістичного способу виробництва можуть функціонувати тільки через кризи перевиробництва. Тому економічні кризи посідають особливе місце у марксизмі під час доказу переходу на вищий, соціалістичний, рівень організації виробництва.
Марксизм, як наука, озброює майбутніх економістів розумінням того, що й у соціалізмі будуть кризи перевиробництва. Але ці кризи будуть лише індикаторами реального стану економіки, не спричиняючи руйнівної дії на суспільство.
Метою марксизму є звільнення робочого класу. Практика показує, що капіталістичний розвиток спочатку скорочує чисельність промислових робітників, коли останні вже не складають соціальної більшості, а у подальшому витісняє робітників зі сфери обігу — торгівлі. Кризи щоразу надають до рук робітників шанс стати власниками підприємств, але щоразу робітничі колективи не використовують надану можливість упродовж всієї історії розвитку капіталізму. Вони не прагнуть стати вільними асоційованими виробниками.
Капіталізм же пропонує для населення різні інструменти володіння засобами виробництва від акціонерних товариств до інвестиційних фондів, вільно чи невільно перетворюючи все населення на сукупного власника опосередковано засобами виробництва в межах капіталістичних відносин.
Це лише одна сторона процесу соціалізації, що відповідає сучасному рівню розвитку виробничих сил та капіталістичним відносинам.
Іншою стороною соціалізації та реального володіння засобами виробництва усіма членами суспільства постає процес переходу на нові інформаційні засоби виробництва. Цей процес тільки-но розпочався, тому він виступає неявно та фрагментарно.
Марксизм передбачає, що на зміну конкуренції й монополії капіталістичного способу виробництва прийде вільна асоціація виробників. Це буде наступним кроком у розвитку акціонерного товариства. У суспільстві вільної асоціації виробників немає місця державі.

## Прогноз на базі теорії наукового соціалізму

### Теза перша
соціалізм є природно-необхідним результатом історичного розвитку суспільства.
Безкласове суспільство розвинулось у класове суспільство, яке тричі повторилось у різних формах. Рух у суворій відповідності до діалектики, та поданий у людському суспільстві як розвиток цього суспільства, не зупинявся ні на мить. Відповідно, остання відома форма з тією самою необхідністю, з якої вона виникла, має поступитись місцем іншій формі, більш розвиненій. Як і безсумнівне те, що й ця більш розвинена форма у віддаленому майбутньому поступиться місцем новій формі, новому методу виробництва з новими відносинами, з новою продуктивністю праці та з новим розподілом людської праці. З тією самою необхідністю, з якою капіталізм прийшов на зміну феодалізму, соціалізм подолає вузький горизонт капіталістичних відносин, щоб у майбутньому самому поступитись місцем новій формації.
Перебіг діалектичного розвитку, на тисячах прикладів, фізики, хімії, астрономії, еволюції живих істот показує чотириразову циклічність процесів, де початок процесу є його завершенням і початком нового руху одночасно. Тому можна стверджувати, що соціалізм буде безкласовим суспільством — завершенням великого історичного циклу, який, почавшись у громадському, безкласовому суспільстві людей й завершившись у соціалізмі, буде одночасно початком нового великого циклу. Діалектика також вказує на те, що розвиток будь-якого етапу з чотирьох зазначених — є доволі тривалим процесом, що не обмежується одним чи двома століттями, а протікає упродовж двох чи більше десятків століть. Важливо відзначити й те, що цей процес протікає у суворій відповідності до законів, відкритих Гегелем для будь-якого процесу нашого світу.

### Теза друга
не соціалізм знищить класи, а зникнення класів у капіталістичному суспільстві породить соціалізм
Ця теза базується на тих знаннях, які людство надбало на прикладі усієї попередньої історії зародження, розвитку та зміни однієї формації в іншу, зміни одного методу виробництва на інший, зміни одних відносин на інші. Громадський устрій видозмінювався до тих пір, поки не з'явились класи, як продукт розподілу праці та приватної власності. З першої миті свого народження, класи змінювались під дією тих самих сил, поки кількісні зміни всередині класів не сягали того рівня, за яким слідувало народження нових класів і нових відносин.
У рабовласницькому суспільстві, окрім рабовласників та рабів існували десятки інших форм організації життя й праці, але безсумнівне те, що панівними були відносини двох більших класів — рабовласників та рабів. Розподіл праці, а слідом за ним і продуктивність праці стали тією базою, на якій розвинувся новий спосіб виробництва. Рабовласники та раби поступово, але неухильно рухались через перехідні форми до нових відносин, а значить — до нових класів. І старі й нові класи існують на досить великому відтинку часу разом, через те, що існує кілька способів виробництва, один з яких стає панівним. І тільки після цього старі класи зникають. Вони зникають, оскільки перестають бути носієм старого, неефективного, способу виробництва. Вони переходять поступово до нового. Більш ефективного, способу виробництва, і поступово стають іншими класами. Неодмінною умовою переходу на новий спосіб виробництва буде його ефективність, що переважає старі виробничі відносини. Старий клас рабовласників зник, тому що вони перейшли до нового способу виробництва. Свідомо чи ні, але перейшли до більш ефективних методів ведення господарства — до феодальних відносин.
Під час переходу від рабовласництва до феодалізму вперше спостерігається явище накладання відносин старих на нові, принесені ззовні, у народів, що відстають у розвитку. Це породжує суспільства, в яких дві епохи співіснують разом, показуючи нам дивні форми гібридів — рабовласництва й феодалізму. Наприклад, поміщицький феодалізм Росії. Але також видно й те, що рано чи пізно старий метод втрачає свої позиції й нові відносини захоплюють суспільство цілком. Феодалізм рушив продуктивність праці на новий рівень. Наполовину звільнив селянина, надавши йому особисту свободу, але не надав землі, підготував основу для організації мануфактурної праці і створив купецький капітал. Процес зміни одних класів на інші, всередині феодалізму, зайняв багато часу. Але навіть коли з'явились капіталісти як новий стан феодального суспільства та незмінні супутники капіталістів, вільні працівники, навіть тоді клас феодалів продовжував існувати, оскільки не одразу перейшов на нові методи виробництва життєвих засобів. А разом із класом феодалів продовжували існувати залежні від феодала селяни як незмінний продукт старих відносин. Новий клас, який у майбутньому стане панівним, використовує новий спосіб виробництва, який передбачає новий рівень свободи, передусім економічної. Обмеження, зумовлені старим способом виробництва, долаються новим класом за рахунок нарощування своєї економічної могутності, що на поверхні виражається у політичних вимогах та боротьбі. Новий рівень економічної свободи дозволяє всім класам і станам скористатись новим рівнем політичної свободи для можливості переходу з одного класу в інший.
Перші згадки про буржуазію у феодальних державах, як стан, можна віднайти вже у IX столітті, але тільки у другій половині XVI століття процес набуває масового та явного характеру, що вилилось у першу революцію в Голландії, коли буржуазія змогла реалізувати своє панівне становище у владі, організованій в буржуазну державу. Але процес переходу на новий спосіб виробництва тривав ще кілька століть, поки не охопив більшу частину населення Європи та Північної Америки. Цей процес, переходу від феодалізму до капіталізму, триває донині, де зі зникненням феодалів зникають і залежні від них селяни. Зміни відбуваються і в панівному, и у залежному класах. І той і інший змінюються, обидва прагнуть опанувати новий спосіб виробництва.
Суспільство, остаточно переходячи на прогресивний спосіб виробництва, переходить на новий рівень продуктивності праці й на новий рівень свободи для членів суспільства, створюючи передумови для чергового кроку до перевороту у способі виробництва та свідомості. Тому капіталістичне суспільство, як того вимагають закони діалектичного розвитку, має породити нові умови виробництва, відмінні від капіталістичних, а відповідно нові відносини між людьми. Ці нові відносини мають бути такими ж природними, притаманними спочатку деякій частині суспільства, як і капіталістичні, але по мірі поширення, в силу своєї ефективності у порівнянні з капіталістичними, мають захоплювати все більші й більші простори, перероджуючи класи у безкласове суспільство. Це переродження має розпочатись передусім у панівному класі, як це вже було неодноразово в історії людського суспільства. Клас капіталістів, переходячи на більш ефективний спосіб виробництва, буде вимагати й більшої економічної свободи для всіх членів суспільства, тягнучи за собою й решту трудящих у нові відносини. Одночасне існування і капіталістів з найманими працівниками, і соціалістичних елементів, тобто вільних працівників — є необхідною умовою розвитку. Цей процес займе кілька десятків століть. Але саме у розвитку капіталізму, який постійно збільшує продуктивність праці, соціалізм буде брати свої сили й формувати нові відносини. Зникнення класів буде відбуватись за капіталістичних відносин. Зі зникненням капіталістів будуть зникати й працівники. Не комуна працівників, а акціонерні товариства — ось та основа, на якій будуть розвиватись нові відносини, ось та основа, де будуть зникати класи.
Клас робітників через діалектичний розвиток суспільства не може бути панівним класом нових відносин, клас працівників не може бути носієм нових відносин, клас працівників має зникнути. Соціалізм поглине й капіталістів, і працівників. І ті й інші, переходячи на новий, більш високий та більш ефективний спосіб виробництва, мають змінитись настільки, щоб уже не бути ані робітниками, ані капіталістами. Процес зникнення класів, почавшись у капіталізмі, має знайти своє відображення у нових відносинах безкласового суспільства — соціалізмі. Нерозривний зв'язок між класами та державою дозволяє казати, що з початком процесу зникнення класів у капіталістичному суспільстві, держава також почне зникати саме в капіталізмі. Така є діалектика розвитку.

### Теза третя
держава як інститут захисту класових інтересів не може бути інститутом управління соціалістичного суспільства
На початку шляху розвитку людського суспільства демократичне управління племенем і союзом племен з розподілом суспільства на класи мало природним способом виробити нову форму, як відображення нових реалій життя людей. Для захисту своїх приватних економічних інтересів, які виражаються передусім через класові інтереси, той клас, який домінує у суспільстві, створює систему управління суспільством у формі держави. Держава як природний інститут суспільного життя не застигла форма. Держава розвивається через всі класові суспільства: і рабовласницьке, і феодальне, і капіталістичне. Вона вдосконалюється разом із підвищенням продуктивності праці та, відповідно, з ускладненням життя суспільства. Це вдосконалення відображує зміни класів та, як наслідок, рухається до демократичних форм правління. У всіх суспільствах існували демократичні форми для панівного класу, оскільки за всієї єдності, правлячий клас не є однорідним та розвивається разом із суспільством, що змушує його мати при собі й демократичні форми правління, що дозволяють усім членам цього класу висловлювати свої інтереси та свободи. І тільки капіталістичне суспільство починає руйнувати державу в силу розвинутої до небачених висот продуктивності праці, що дозволяє навіть невеликій громаді вирішувати головні завдання людського суспільства: освіта й розвиток нового покоління, забезпечення гідної старості, житло для усіх членів суспільства, що відображує рівень розвитку й потреб, а також здорове харчування. І тільки стихійні лиха все ще обмежують самодостатність середньої та малої громад.
Капіталізм долає передусім саме національну державу, як обмеженість, яка була притаманна феодалізму, тим самим він перетворює людину на людину без національних нашарувань, що дістались їй від попередніх епох. Діалектика є такою, що перш ніж держава зникне остаточно, поступившись місцем новій формі, чи то громада чи корпорація, капіталізм має об'єднати всіх людей, подолавши національні держави. Клас крупних капіталістів, об'єднавши всіх людей, розмивши остаточно кордони держав, створить основу для процесу, який неминуче призведе до нової організації суспільного життя. В основі цього процесу буде лежати продуктивність праці, та продуктивність, що змусить зникнути класи, а слідом за ними інститут їхньої влади — державу як систему захисту економічних інтересів. Нові люди остаточно викинуть, як непридатну річ, владу, а разом з нею й ореол її святості. Якщо стверджувати, що соціалізм є безкласове суспільство, то слід зробити висновок, що життя людей суспільства більш розвиненого, ніж капіталізм, має обходитись без інституту держави.

### Теза четверта
приватна власність на засоби виробництва має змінитись на громадську власність на засоби виробництва
Приватна власність на засоби виробництва стала наслідком розподілу суспільства на класи. Розподіл праці, а слідом за ним і нова продуктивність праці дозволили главі окремої родини громади заволодіти засобами, що виводять його родину за межі громади, ставлячи його родину над громадою, ставлячи його приватну владу над владою громади, протиставляючи його приватні економічні інтереси економічним інтересам громади, перетворюючи його на клас, на той новий стан, в якому людина піднімається над родовими зв'язками і стає приватною особою на противагу людині. Що належить до роду й громади. Приватна власність на засоби виробництва стає природним і необхідним атрибутом будь-якого класового суспільства. Інститут права приватної власності, що природно поширюється на будь-яку власність, навіть на засоби виробництва як і держава — є дві грані класового суспільства, що відображують класовий характер відносин. Економічний розвиток нашого суспільства, пройшовши етапи рабовласництва, феодалізму, підвів людство до етапу подолання приватної власності на засоби виробництва. Капіталізм в силу внутрішніх законів свого розвитку стрімко соціалізує виробництво. Виробництво ж, його організація, нині є високим ступенем соціалізації, а акціонерний капітал розвиває ту форму, коли окремий член суспільства свою приватну власність на засоби виробництва може виразити тільки через суспільну форму володіння суспільними засобами виробництва. Жодні інші форми володіння суспільною власністю не дозволяють так точно й суворо відповідно до діалектичних законів розвитку виразити приватний інтерес індивідуума у суспільній власності, як акціонерний капітал та акціонерна форма управління й розвитку виробництва.
Оскільки держава є втілювачем інтересів певного класу, то будь-яка приватна чи громадська власність, переходячи у державну власність, будуть втрачати суспільний характер володіння й будуть переходити у володіння, того класу, який перебуває при владі та домінує у суспільстві. Тобто громадська власність буде переходити у приватну власність представників панівного класу, створюючи монополію та перерозподіляючи суспільні засоби на користь приватних осіб. Цей процес із розвитком розподілу праці та збільшенням її продуктивності на тлі зміни класів буде неухильно розвиватись у бік акціонерної форми організації будь-якого виробництва, а також будь-якого громадського процесу. Це дозволить усім членам суспільства на рівних брати участь у світовому виробництві й голосувати своєю працею та її еквівалентом за ті напрямки розвитку, які вони через свої знання, досвід чи вподобання хотіли б розвивати для ефективного задоволення завдань, що стоять перед їхньою громадою. Не знищення приватної власності на засоби виробництва через насильницьку експропріацію на користь держави, тобто на користь окремого класу, а природний розвиток приватної власності на засоби виробництва у громадські форми, засновані на більш високій організації виробництва й обміну, які, у свою чергу, будуть зумовлені новим розподілом праці, що прагне до свого подолання та нової вищої продуктивності цієї праці. Соціалістичній громаді однаковою мірою є сторонніми, як класи так і держава, оскільки продуктивність праці членів цієї громади та можливості вільно скористатись перевагами інших громад, їхніми знаннями та навичками, через акціонерну форму організації світового виробництва, й тим самим у сотні й тисячі разів збільшити свої виробничі сили, дозволить задовольнити всі потреби кожного члена громади для гармонійного розвитку. На зміну класам і державі прийдуть з одного боку самоврядні громади, з іншого — світові акціонерні корпорації як форма організації виробничої діяльності людей. Наявність і розвиток акціонерного капіталу в сучасному суспільстві вказує напрямок руху у подоланні приватної власності на засоби виробництва та його соціалізації.

### Теза п'ята
розподіл між розумовою та фізичною працею буде подолано через розумову працю
Усіляка людська праця містить у собі єдність протилежностей — розумову та фізичну працю. Як ускладнення праці можливе через спрощення окремих операцій, так і спрощення окремих операцій людської праці дозволяє організувати та здійснити найскладніші процеси. Окрім того складна праця потребує розподілу фізичної та розумової праці як основи підвищення продуктивності конкретної складної праці. Але підвищення продуктивності, з одного боку, ще більше віддаляється розумову й фізичну працю одне від одного, з іншого — зменшує долю фізичної та збільшує долю розумової праці у загальному трудовому процесі. Продуктивність праці не тільки збільшує долю розумової праці, але й надає людству величезну кількість благ і можливостей з меншими витратами фізичної праці організувати життя суспільства. Таким чином, величезна маса людей змушена займатись розумовою працею, оскільки тільки у цій сфері й можна віднайти засоби до існування. Цей етап характеризується збільшенням трудового населення у галузі вжитку. Розумова праця також підлягає розподілу на окремі види розумових занять. Й чим складнішим стає людське суспільство, тим різноманітнішою стає розумова праця.
Подолання розподілу між розумовою та фізичною працею відбувається діалектично через поглинання однією іншої, через зняття своєї протилежності в іншому. На противагу хибному погляду, що фізична праця має домінувати в соціалізмі, історія та повсякденна практика людського суспільства стверджують протилежне. В соціалізмі буде домінувати розумова праця, оскільки продуктивність процесів трудової діяльності витіснить фізичну працю з галузі промислового виробництва. Заняття й навички у фізичній виробничій праці будуть настільки рідкісними та екзотичними, що будуть мати величезну цінність для суспільства й будуть гідно оцінені. Як за громадського устрою праця була головним засобом виживання та, відповідно, її значення для суспільства було величезним, а значить цінність безмежною, так і в соціалізмі фізична праця буде цінною, в силу того що вона буде унікальною. Як із настанням доби розподілу розумової та фізичної праці — доби рабовласництва, феодалізму й капіталізму фізична праця була презирливою, так і з настанням доби злиття розумової та фізичної праці — доби соціалізму, фізична праця стане справою обраних геніїв і талантів.
Хибне уявлення було пов'язано, передусім, з процесами раннього капіталізму, де величезна маса населення перетворювалась капіталістичним процесом на трудящих різних галузей людської діяльності. Тільки мала продуктивність праці у порівнянні з сьогоденням, давала підстави вважати, що все населення буде працювати фізично й підштовхувала до хибних висновків про те, що перетворившись на клас пролетаріату, населення стане основою нових соціалістичних відносин. І достатньо буде заволодіти засобами виробництва, щоб нові відносини самі собою з'явились. Та продуктивність праці, яка необхідно розподіляла розумову та фізичну працю, здійснить якось переворот та поєднає розумову та фізичну працю через домінанту розумової праці у людській праці, щоб у подальшій історії людства повторити знову спіраль історії. Продуктивність праці змінить трудящих, а значить змінить і їхні відносини. Пролетаріат, основою існування якого була груба фізична праця зникає вже у капіталізмі, перетворюючись на робітників та остаточно зникне разом із капіталістами як носій неефективного способу виробництва. Продуктивність змінить процес людської праці настільки, що зміняться самі відносини розподілу доданої праці між членами суспільства. Цей процес відбувається і буде відбуватись не залежно від наших бажань, оскільки в його основі лежить прагнення людини забезпечити себе та свою родину благами достатніми, щоб не працювати взагалі. Можна припустити, що соціалізм настане тоді, коли розподіл праці досягне своєї вищої точки й головним заняттям людей буде розумова праця. Як праця прадавніх людей майже цілком складалась із фізичної праці, так і праця у соціалістичному суспільстві пройшовши всі етапи розподілу на розумову й фізичну працю, має реалізуватись у своїй протилежності — у праці розумовій, яка й буде складати основну частину людської праці взагалі та продуктивності праці зокрема.

### Теза шоста
обмін
Обмін не зникає із соціалізмом, оскільки в його основі лежать природні відмінності людей. У своєму розвитку обмін переходить на більш високий рівень. Гроші до тих пір є грошима, поки за ними стоять реальні, вільно обмінні, оборотні товари. Звідси можна припустити, що якщо речі, які обмінюються між людьми втратять сутність товарів, то гроші зникнуть. При цьому сам обмін речами не зникне. Скоріше за все він буде іншим, ніж сьогодні можна уявити цей процес.
Якось розпочавшись у прадавній історії людства він ніколи не зупинявся, беручи свої сили у природній різноманітності людей. А це означає, що поки існує особистість, він ніколи не зупиниться, розвиваючись та набуваючи все нових та нових форм, рухаючи нашу цивілізацію різних людей вперед, перетворюючи її на єдиний організм, на єдину спільність. Мова йде про обмін матеріальними й духовними благами, який індивідуальну людину з її індивідуальними навичками та здібностями, об'єднує у людське суспільство, мова йде про обмін, який перетворив звичайні речі творення рук і розуму на товари, а останні — на гроші. Спочатку, як речового еквівалента найзручнішого товару, потім через карбування й розширення обігу до золотих та срібних грошей, у подальшому через боргові розписки та зобов'язання до вексельного обігу, казначейський квитків та асигнацій, у подальшому до банкнот і світового обігу товарів як основи електронних грошей.
Обмін майбутнього буде відображувати сутність способу виробництва, що базуватиметься на вільній праці вільних працівників, які за своєю продуктивністю праці труда у тисячі разів переважатимуть сучасний капіталістичний спосіб та, скоріше за все, скромні трудові квитанції Маркса будуть грішми, але такими грішми, в основі яких буде глобальний, майже миттєвий обмін між будь-якими індивідуальними членами суспільства, як матеріальними речами, так і нематеріальними ідеями й духовними продуктами, у якому б куточку земної кулі суб'єкти обміну не перебували. Грошима, які будуть відображувати обмін у нематеріальній, духовній сфері людської діяльності, як результат злиття розумової та фізичної праці, де розумова праця буде домінувати й бути основою діяльності майбутнього суспільства.

### Теза сьома про родину
традиційна родина має зникнути, поступившись місцем новій родині, яка базуватиметься на головуванні жінки
Історія соціалізму є історією зміни й розвитку родини. На зміну патріархальній родині прийде родина, що базується на материнському праві. В соціалізмі жінка буде остаточно звільнена та, відповідно, суспільство буде орієнтовано на потреби жінки, а не чоловіка.
Родина є тією ареною, де розгортається вся економічна історія людства. Зникнення родини, а разом з нею класів та держави є початком історії соціалізму — є соціалістична історія. Родина як індикатор суспільних процесів. За родинними відносинами можна судити про процеси у суспільстві, про подолання чи становлення суперечностей, про напрямок руху суспільства. Про рівень розвитку суспільства.

## Первинні джерела
- Бібліотека — деякі праці основоположників наукової ідеї про соціалізм
- К. Маркс, Ф. Енгельс. Твори. 2-е видання. 1-50 томи